# Aalscholver
De aalscholver (Phalacrocorax carbo), ook wel scholver, scholverd, schollevaar, waterraaf of koolgans genoemd, is een vogel uit de familie van de aalscholvers (Phalacrocoracidae). De wetenschappelijke naam van de soort werd in 1758 als Pelecanus carbo gepubliceerd door Carl Linnaeus. De naam 'carbo' (Latijn voor 'steenkool') nam hij over van Conrad Gesner, die dezelfde naam als geslachtsnaam voor de soort gebruikte.

## Veldkenmerken
De aalscholver is 80 tot 100 cm lang en heeft een spanwijdte van 121 tot 149 cm. De vogel is vrijwel geheel zwart, maar met een witte wang en een gele plek op de plaats van de aanhechting van de bek. De snavel is lang en heeft een haakvormige punt. In de broedtijd (tussen februari en juni) verschijnt er een witte "dijvlek". De dij is anatomisch geen dij, maar het bevederde scheenbeen van de vogel. De aalscholver heeft zwemvliezen tussen de voortenen. Hij vangt vis door te duiken.

## Gedrag en levenswijze

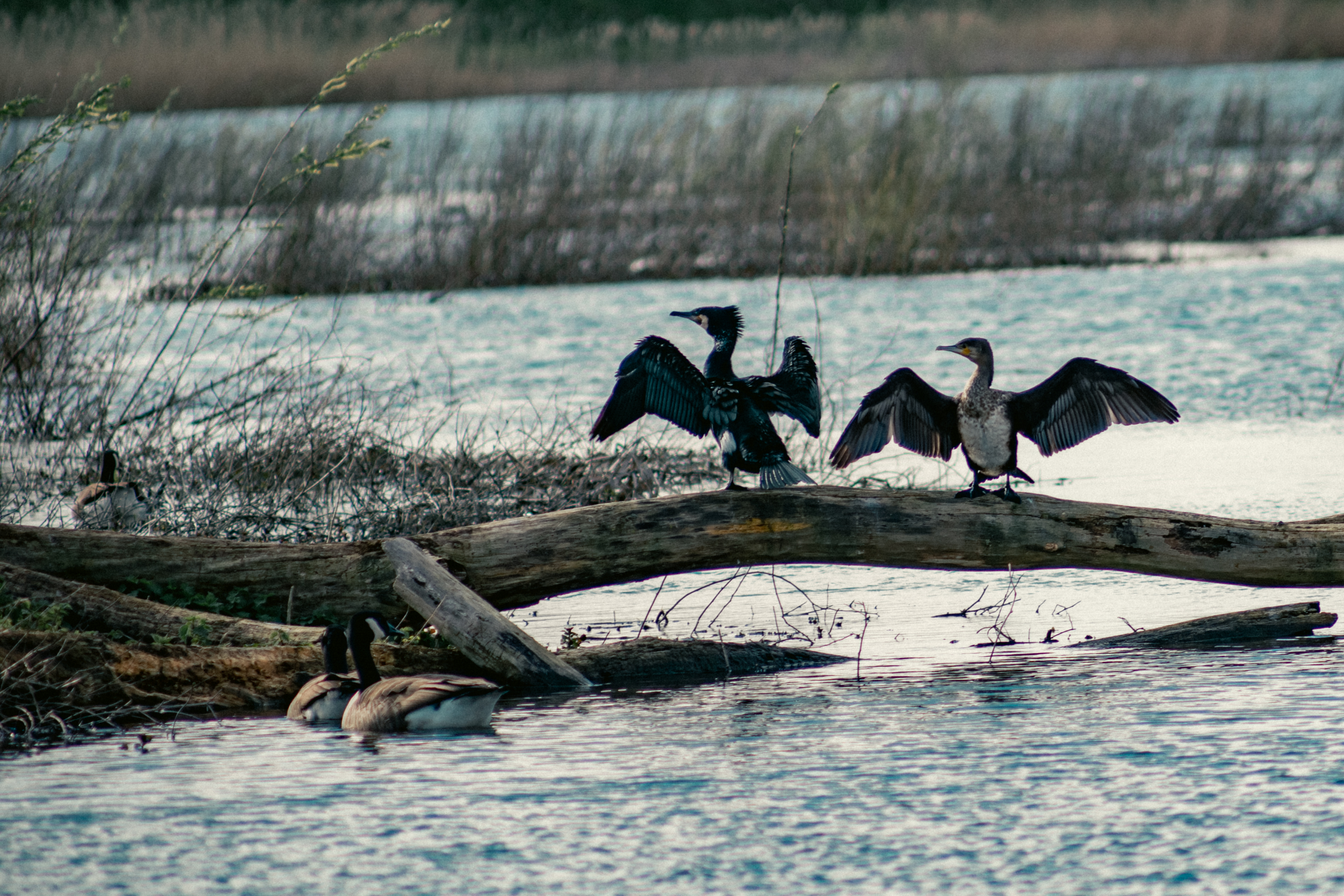
Twee aalscholvers met uitgespreide vleugels

De aalscholver zit vaak met uitgespreide vleugels op een paaltje bij het water, of hoog op een lantaarnpaal. Het gaat hierbij voornamelijk om het laten drogen van hun verenkleed. De veronderstelling dat dit samenhangt met een te kleine of gebrekkig functionerende vetklier in vergelijking met andere watervogels is volgens Sellers (1995) onjuist. Vogels die aan de kost komen door te duiken mogen geen al te groot drijfvermogen hebben. Hun anatomie kenmerkt zich dan ook meestal door zwaardere botten dan bij de doorsnee vogel, en kleinere luchtkamers. Daarnaast persen deze vogels lucht uit hun veren. Aalscholvers en de nauw verwante slangenhalsvogels gaan nog verder – zij laten hun verenpak nat worden. De baarden aan hun veren staan betrekkelijk ver uit elkaar, zodat binnendringend water vrij spel krijgt en alle lucht verdwijnt. Dat lijkt een behoorlijk nadeel – veel watervogels hebben juist voordeel van een goed isolerend verenpak. Aalscholvers duiken echter vaak diep en jagen langdurig achter vis aan. Doorweekt gaat dat gemakkelijker, er is dan minder opwaartse druk. De ver naar achter geplaatste poten stoot de vogel bij het duiken gelijktijdig naar achteren, zodat hij zich wat schoksgewijs verplaatst.

### Broeden
De broedperiode van de aalscholver begint soms al in december en gaat door tot in juni. Tot eind augustus blijven de kolonies bezet. Hij broedt graag in kolonies in de buurt van visrijk water. Aan de kust zoekt hij vaak duinplassen, kwelders en eilanden op. In het binnenland gaat hij naar de moerasbossen. Hij geeft er de voorkeur aan in bomen te broeden, maar broedt soms ook op de grond of in de beschutting van het riet. Op het nest lokt hij overvliegende vrouwtjes door onder andere de fel afstekende witte "dijen" te tonen. Een nest bevat meestal 3–4 eieren. De broedduur loopt van 27 tot 31 dagen. Het duurt daarna nog ongeveer 50 dagen voordat de jongen vliegvlug zijn.

### Voedsel
Het voedsel bestaat uit levende vis, zoals voorn, baars, snoekbaars en paling. Een aalscholver eet dagelijks zeker 500 gram vis. Dit kan in de broedtijd oplopen tot 1000 gram per vogel als er de zorg is voor een nest met drie halfvolgroeide jongen.
In het Belgische Harelbeke werd in 2023 afwijkend gedrag vastgesteld waarbij een aalscholver op dodaarzen jaagt.

## Verspreiding
De aalscholver is deels een trekvogel. In Noord-Amerika komt hij voor rond de Baai van St. Laurens.
Er worden 6 ondersoorten onderscheiden:
- P. c. carbo: van de noordoostelijke Verenigde Staten en oostelijk Canada tot westelijk Europa.
- P. c. lucides: wijdverspreid in binnenland van Afrika. Ook wel als aparte soort beschouwd: witborstaalscholver
- P. c. hanedae: Japan.
- P. c. maroccanus: Noordwest-Afrika, kust van Marokko tot Mauretanië
- P. c. novaehollandiae: Australië en Nieuw-Zeeland.
- P. c. sinensis: van Centraal-Europa tot India en China.

## Status en voorkomen in Europa
De aalscholver is een beschermde vogelsoort krachtens de Europese Vogelrichtlijn, de Bern-conventie en het AEWA-verdrag.
De vogel broedt graag in grote kolonies langs de kusten van West-Europa en op de Balkan. Hij komt meer dan vroeger ook in het binnenland voor, bij sloten, kanalen en rivieren.

#### Nederland

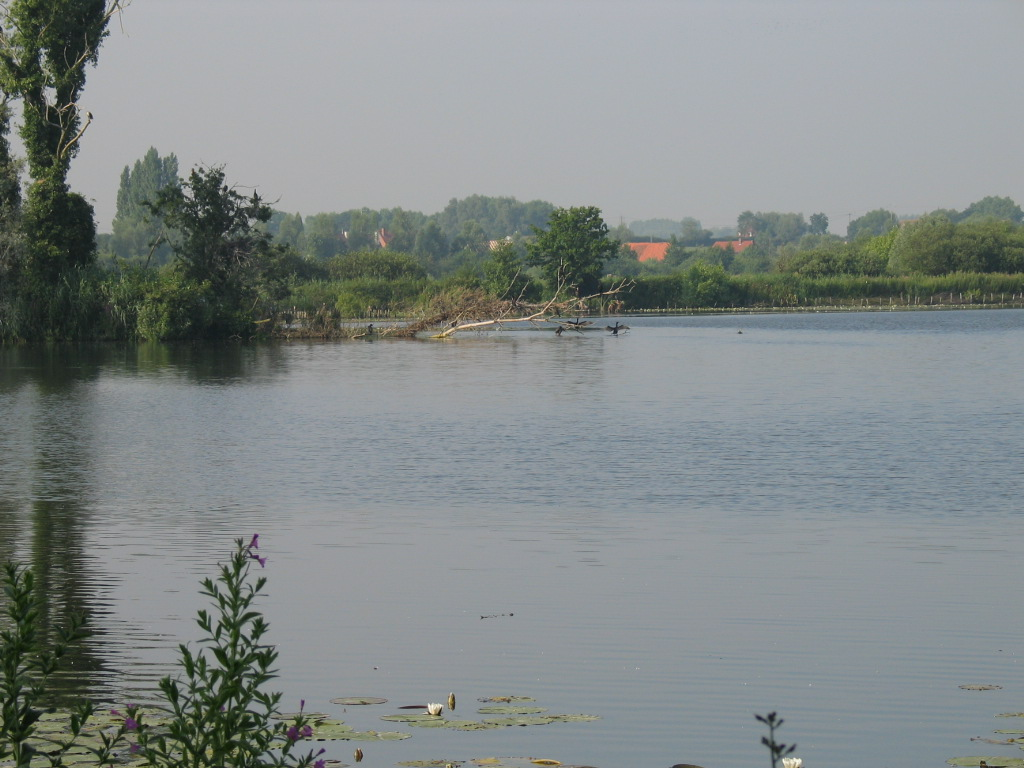
Typische broedomgeving in het binnenland

Al in de 17de eeuw waren er grote aalscholverkolonies in Nederland. In de 19de eeuw en in de eerste helft van de 20ste eeuw werd de aalscholver sterk bejaagd op aandringen van boseigenaren en beroepsvissers. In 1955 golden quota van maximaal 500 (of minder) broedparen in kolonies die in beschermde natuurgebieden lagen. De aalscholver was toen relatief zeldzaam. Begin jaren 1960 kreeg deze viseter het moeilijk doordat het IJsselmeer werd ingepolderd en visgronden verder van de toen bestaande kolonies kwamen te liggen. De quota werden overbodig, er waren nog slechts 1150 broedparen. In de loop van de jaren 1970 ging de stand weer vooruit, dankzij de vestiging van kolonies in de nieuwe IJsselmeerpolders. Volgens Sovon daalde het aantal broedparen plotseling in 1993, maar begon het daarna weer geleidelijk te stijgen door nieuwe vestigingen op de Waddeneilanden, in de duinen (Meijendel) en elders. Eind jaren 1990 telde men circa 20.000 broedparen, een aantal dat rond 2007 was gestegen tot 23.325. In Denemarken vertoonde de aalscholver een vergelijkbare getalsontwikkeling. Daar bleef het bestand na 1993 min of meer constant.
Onder andere in 2008 vroegen beroepsvissers om maatregelen om de aantallen vogels te beperken. Aalscholvers op en rond het IJsselmeer zouden per jaar zo'n 60–120 ton snoekbaars consumeren.

#### Vlaanderen
In Vlaanderen is de aalscholver zowat overal te vinden. In de winterperiode verblijven er zo'n 5000 en die hebben dagelijks 2,5 ton vis nodig om in leven te blijven. Er woedde in 2008 en 2009 een hevige strijd tussen vogelbeschermers en sportvissers over de vraag of de aalscholver een beschermde vogelsoort moet blijven.

## Benamingen
De oudste naam voor de vogel is schollevaar, een vroege vorm als scolf aren komt al in 13e-eeuwse teksten voor. Het deel scholf komt volgens enkele bronnen van een schrapend geluid, maar de vogel is vrij stil. Een alternatieve verklaring is dat scholven een verder ongebruikelijk woord is voor duiken.
Over de herkomst van het suffix -aar/-aren bestaat meer consensus; dit komt van een oud Nederlands woord voor arend, hetgeen de schollevaar tot duik- of schraaparend zou maken. De tegenwoordig veel gangbaarder term aalscholver is pas in de 19e eeuw opgekomen, waarbij de verkorting scholver van schollevaar gekoppeld werd met de destijds veronderstelde hoofddis van deze vogel, namelijk paling, die in de volksmond ook wel aal werd genoemd. Een eerste vermelding, met deze uitleg, was in de eerste uitgave van het WNT uit 1868 te vinden.

### Taalkundige bijzonderheden
De woorden aalscholver en schollevaar zijn in het Nederlands een zeldzaam voorbeeld van aptagrammen: woorden die niet alleen synoniem, maar ook anagrammen van elkaar zijn.

## Citaat
Aalscholvers denken allemaal:
"Kun je nog scholven, scholf dan aal."
— Kees Stip

## Afbeeldingen

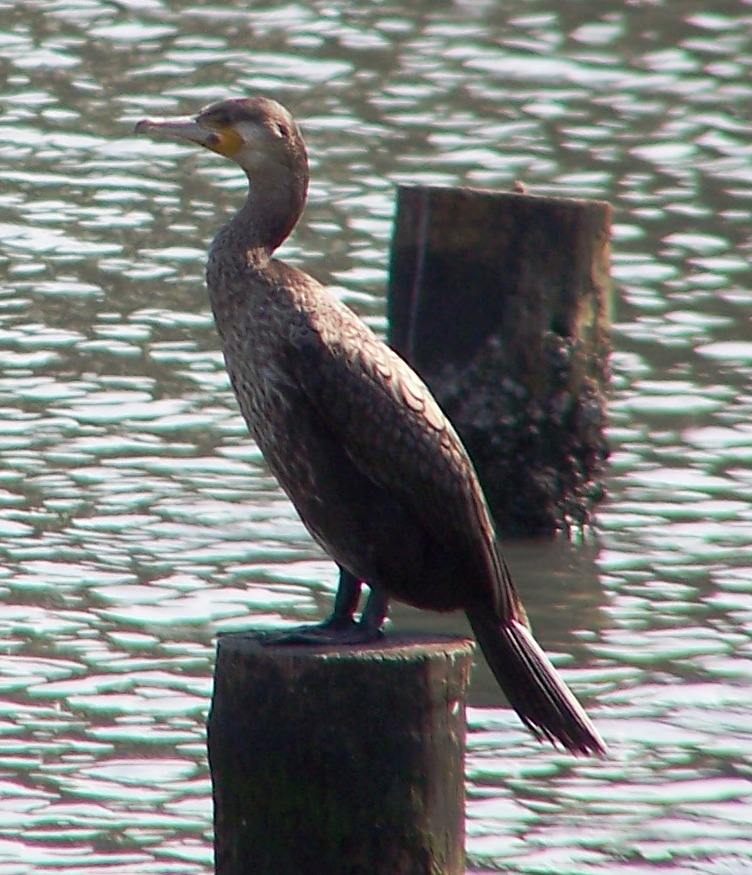
Jonge aalscholver
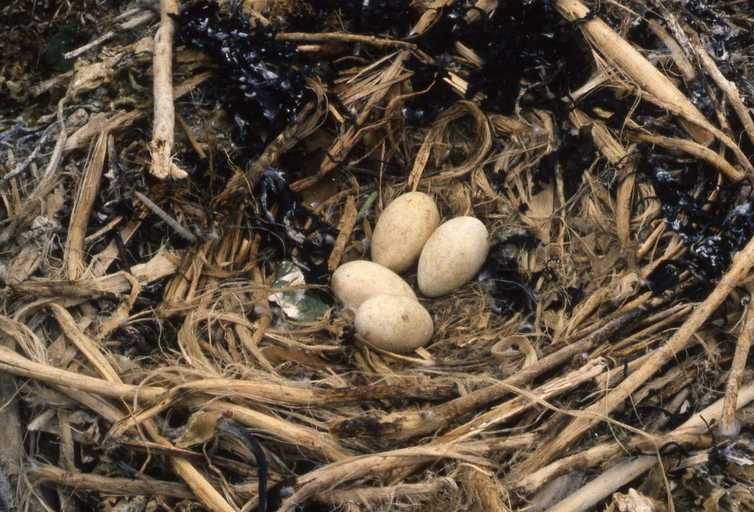
Aalscholver eieren in het nest
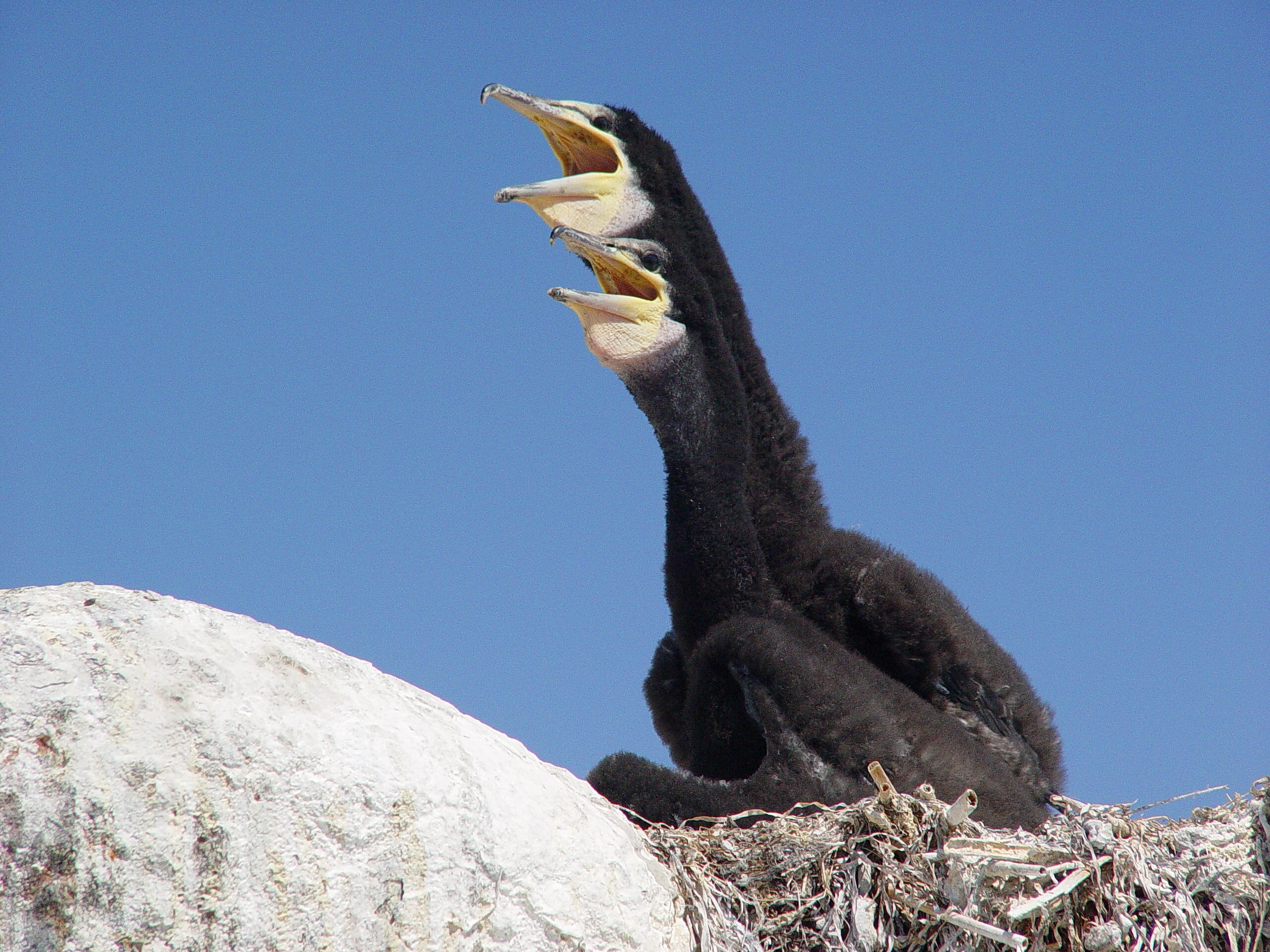
Jongen op het nest
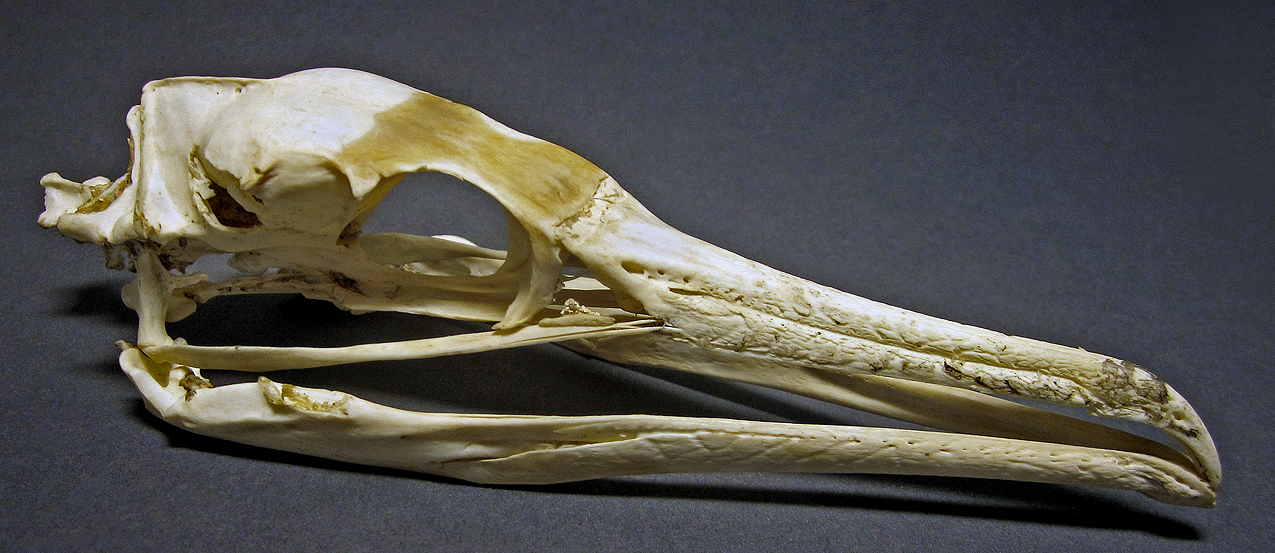
Aalscholverschedel
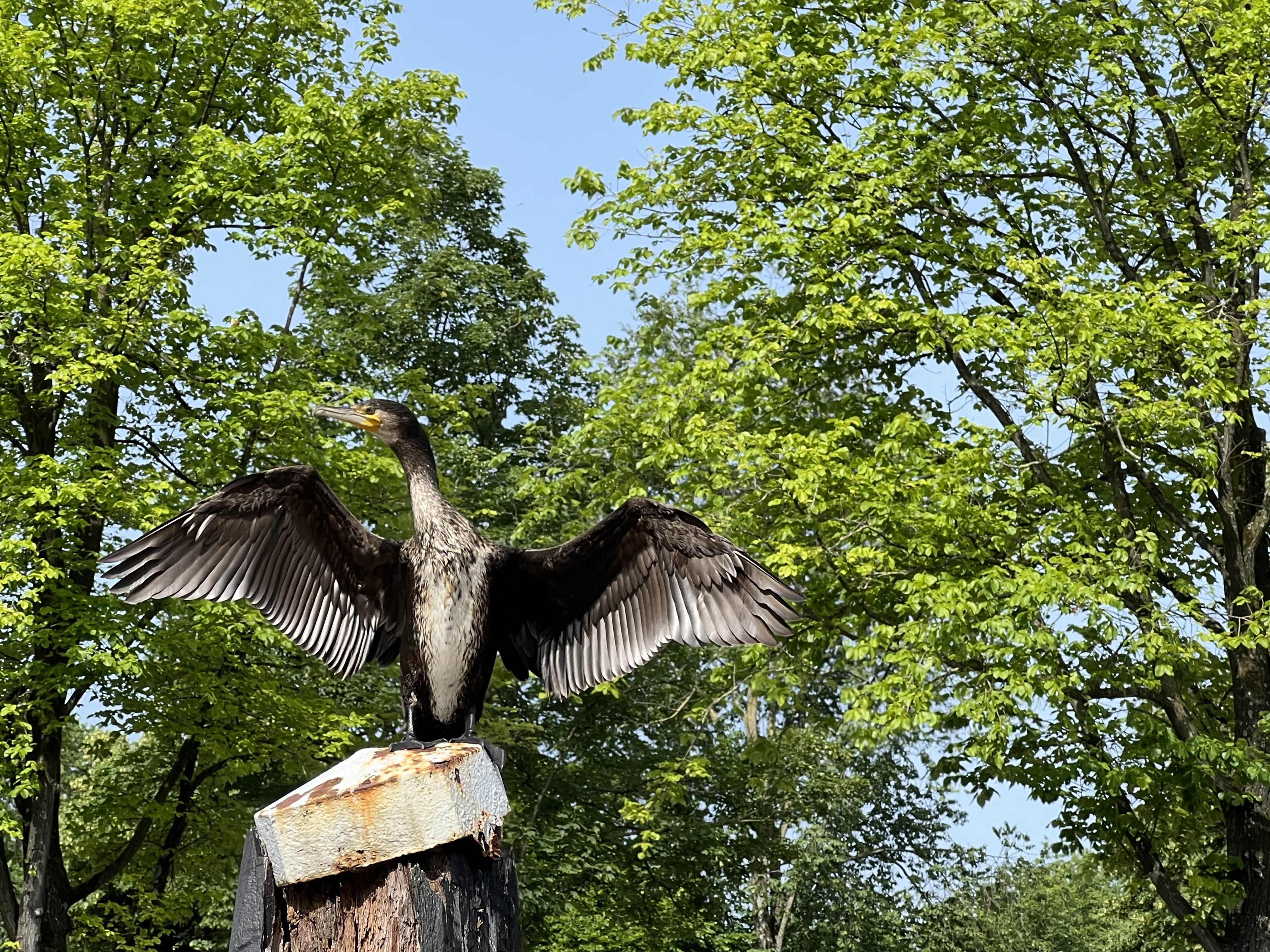
Een aalscholver droogt zijn veren (frontaal)
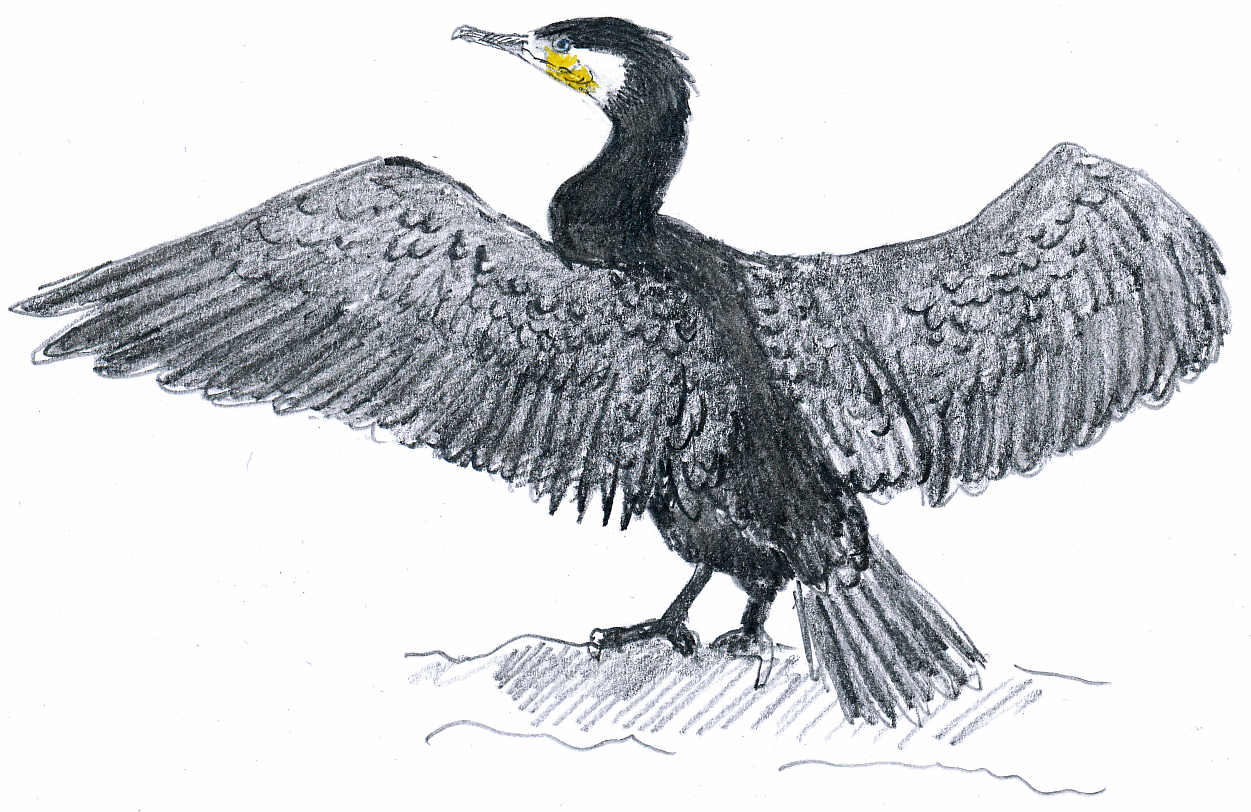
Aalscholver droogt zijn veren
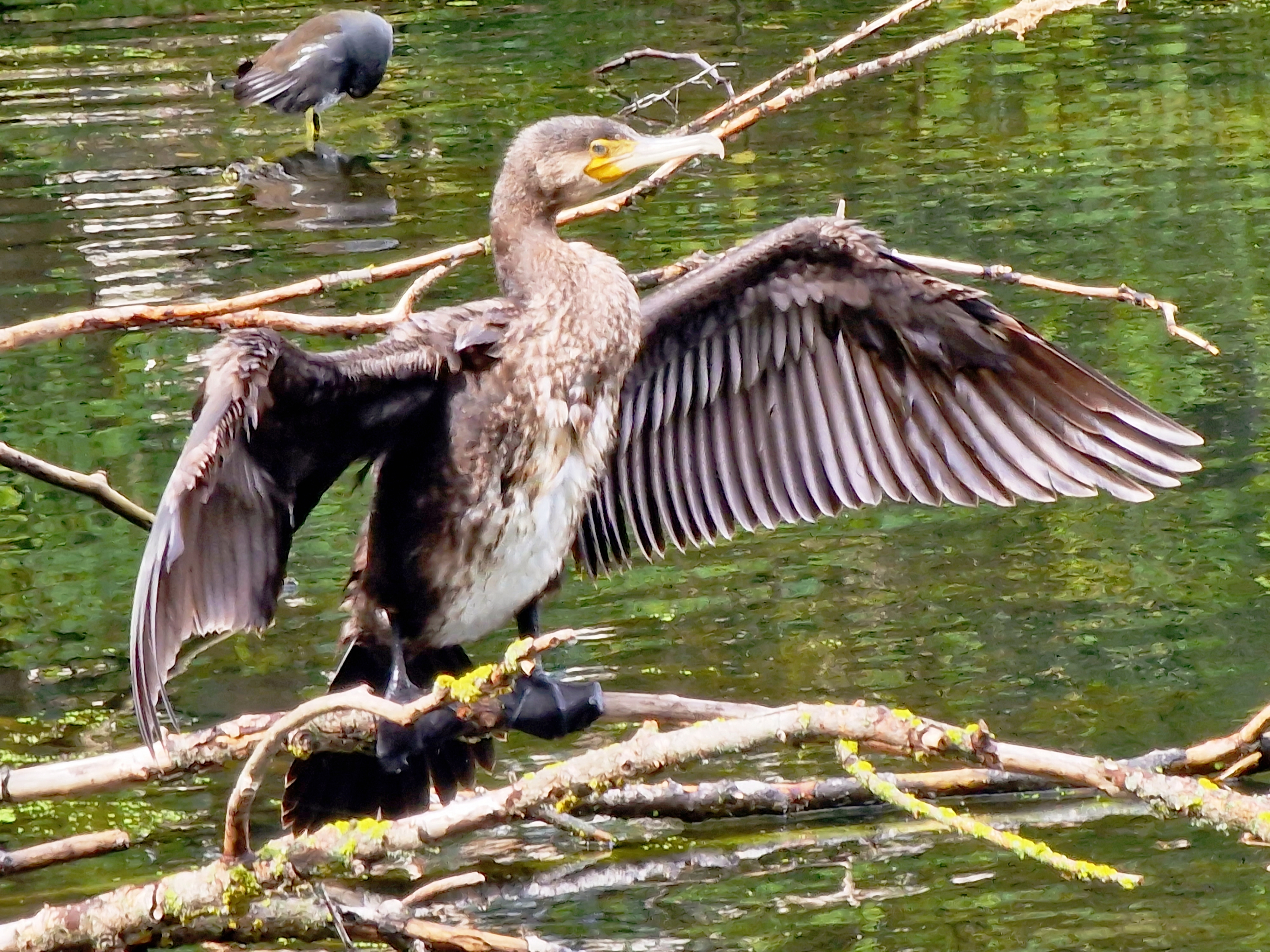
Aalscholver droogt zijn vleugels

## Video
- Baltsende aalscholvers
- Aalscholvers in een grondkolonie